# Acrolophus rupestris
Acrolophus rupestris är en fjärilsart som beskrevs av Walsingham 1914. Acrolophus rupestris ingår i släktet Acrolophus och familjen Acrolophidae. Inga underarter finns listade i Catalogue of Life.